# Gorje, Štalenska gora
Gorje (nemško Göriach) je naselje v Občini Štalenska gora v Okraju Celovec-dežela na Koroškem v Avstriji.